# Fairyland
Fairyland — французький симфо-павер-метал-гурт із міста Ніцца, що був утворений клавішником/композитором Філіппом Джорданою та гітаристом Вільдріком Лева у 1998 році.

## Склад
Теперішній колектив
- Філіп Джордана — клавішні, задній вокал (1998-дотепер), акустична гітара (2007-дотепер)
- Вільдрік Лева — бас-гітара, задній вокал (2003, 2015-дотепер), гітари, барабани (1998-2003; сесійний: 2009)
- Франческо Кавальєрі — вокал (2015-дотепер)
- Сільвайн Коен — гітари (2015-дотепер)
- Жан-Батіст Поль — барабани (2015-дотепер)

Колишні учасники
- Томас Цезар — бас-гітара (1998-2003, 2005-2007), гітари (2003)
- Еліса Мартін — вокал (2003)
- Ентоні Паркер — гітари (1998-2007)
- Макс Леклерк — вокал (2004-2007)
- П'єр-Еммануель Дефрей — барабани (2004-2008)

## Дискографія
Студійні альбоми
- Realm of Wonders (2000, демо)
- Of Wars in Osyrhia (2003)
- The Fall of an Empire (2006)
- Score to a New Beginning (2009)
- Osyrhianta (2018)